# 維克斯級驅逐艦
維克斯級驅逐艦（Wickes class destroyers），是美國海軍在一次大戰時所建造的考德威爾級驅逐艦之改良型，屬平甲板驅逐艦家族的一支，也是美國海軍史上產量第五高，以及少數兩次世界大戰都有參與的艦艇。由巴斯鋼鐵廠及伯利恆造船聯合設計，並與福爾河造船廠、威廉·柯蘭普兄弟造船公司及美國海軍各海軍造船廠共同建造，在1917至1921年間一共建造了111艘。

## 研發歷程
維克斯級誕生時正逢一次大戰戰況最為激烈的時刻。在1915年10月，一份由海軍上校辛姆斯（時任內華達號戰艦艦長，後來成為海軍上將的威廉.辛姆斯）所撰述的報告指出，美國海軍現有的驅逐艦普遍有噸位過小、耗油量過高的問題。而如果依據英國在戰爭中的經驗，美國海軍有必要亟早開發出大型、高速度、長續航力的驅逐艦，除了有利於長時間巡弋與作戰之外，也能搭載更大量的武裝。
隨著一次大戰的戰況日益激烈，以及其後美、德之間因為「盧西塔尼亞號擊沉事件」而日益升高的緊張局勢，美國已感到有擴大其海軍艦隊（尤其是驅逐艦戰隊）的迫切需要。因此時任海軍部長的約瑟夫斯·丹尼爾斯在1916年8月向國會提出了海軍三年艦隊造船計劃（或稱「丹尼爾斯計劃」），訴求建立一支「首屈一指」的、有能力同時保護美國兩大洋海岸的艦隊。最終該計畫獲得國會支持，授權建造10艘戰艦、6艘巡洋戰艦、10艘輕巡洋艦還有50艘驅逐艦。維克斯級就在這種背景下誕生。

## 武裝及動力配置
本級艦採用4具諾曼或懷特·福斯特重油蒸氣鍋爐（共出力2.7萬匹馬力），搭配2具主機，採雙軸推進。由於在設計時強調必須能夠伴隨裝甲巡洋艦或巡洋艦行動，因此其最高航速可達35.3節，續航力2,500海浬（20海節），乘員人數100人。
武裝搭配有100mm/L50（4in./L50 Mk-9）單裝砲4門以及76mm/L23（3in./L23）單裝砲1門（全部為露天砲座）、四聯裝533mm（21in.）魚雷發射管3座及深水炸彈滑軌2條。而在進入二次大戰時，本級艦除已退役或移交盟邦者之外，其餘尚在服役者則將全部舊有火砲拆除，改裝為Mk-20 76mm/L50單裝高平兩用砲、單裝波佛斯40公釐高射砲及厄利孔20毫米機炮各2門。

## 戰歷
本級艦在一戰時，是美國反潛作戰以及運輸船團護衛的主力艦，而為了能及早並大量的投入大西洋的反潛及護航作戰，各造船廠幾乎都是傾力趕工。其中由馬雷島海軍造船廠（MINSY）建造的華德號，甚至創下了從起工到下水只花了15天的超快紀錄（1918年5月15日起工，6月1日下水）。這個紀錄一直到24年後的1942年，才被自由輪羅伯特·E·皮爾里號以空前絕後的4天下水（1942年11月8日起工，11月12日下水）記錄所打破。
一戰結束之後，本級艦大多伴隨著美國海軍的縮編而退役納入後備艦隊，尚在服役者則有部分被改裝為輕型佈雷艦或高速掃雷艦。二次大戰爆發之後不久，美國就依「租借法案」將22艘本級艦移交英國和加拿大皇家海軍，其餘各艦則紛紛被啟封並投入大西洋的「中立區域」巡邏和船團護衛作戰，直到數量眾多的護航驅逐艦大軍陸續投入服役以後才退出第一線；為了適應新的戰場環境，幾乎所有的維克斯級艦都增設了燃料槽以增加續航力，並將魚雷管拆除換裝為單裝3吋高平兩用砲和機砲。
戰爭後期，本級艦陸續退出第一線，並改裝為高速運輸艦或雜役船，而移交英國和加拿大的維克斯級，與考德威爾級和克萊門森級的移交艦一樣，統一被稱為城級驅逐艦，以英國各地城鎮命名。而在戰爭期間也陸續再轉交部份艦艇供蘇聯和挪威海軍使用，戰後再陸續歸還英國。而所有包括移交英國的維克斯級，也都陸續在1945至1949年間除役、解體。
本級艦當中的華德號（即前述創下2星期即下水紀錄者），是美國在太平洋戰爭時首開第一槍的艦艇。1941年12月7日清晨0640，該艦在珍珠港外海執行例行的反潛巡邏任務時，意外在「航行限制區」（即珍珠港的進港水道，該水道絕對禁止潛艇以潛航方式進入港內）發現一艘國籍不明的小型潛艇意圖闖入珍珠港，該艦隨即以4吋砲和深水炸彈展開攻擊，並在稍後發現大片油漬。時任艦長的威廉.W.歐特布里吉上尉隨即將接戰報告以急電通報給太平洋艦隊司令部。然而，由於正逢週日，加上報告中寫著「擊沉不明潛艇」，結果司令部將其當作「誤擊鯨魚」而未立即通報給艦隊司令哈斯本·金梅爾，致使美軍喪失珍珠港事變最後的預警機會，而受到重大的損失。
珍珠港事變之後，華德號於1943年2月6日改裝為高速人員運輸艦，1944年12月7日於菲律賓雷伊泰島支援登陸作戰時，遭到日軍神風特攻隊自殺機撞擊重創。由於損壞狀況嚴重到失去航行能力，因此在全員棄艦之後由僚艦歐布萊恩號以砲火擊沉。

## 外部連結
- Wickes-class destroyers at Destroyer History Foundation
- The Pacific War: The U.S. Navy, page for Wickes class （页面存档备份，存于）

- 美國海軍船艦網(驅逐艦之部) （页面存档备份，存于）
- 世界各国の軍艦（駆逐艦） （页面存档备份，存于）